# Звіробій льонкоподібний
Звіробій льонкоподібний (Hypericum linarioides) — вид квіткових рослин родини звіробоєвих (Hypericaceae).

## Біоморфологічна характеристика
Це багаторічна рослина 5—33 см заввишки. Листки довгасті чи лінійні, 0.8–1(2) см. Суцвіття — стисла волоть з 1–3-квіткових напівзонтиків. Пелюстки світло-жовті, довгасті, тупі, 5—12 мм завдовжки, по краю з рідкісними булавоподібними чорними залозками. Коробочка, ≈ 6 мм.

## Поширення
Росте на півдні Європи та заході Азії: Албанія, Болгарія, Греція, пн.-зх. Іран, Крим, Північний Кавказ, Південний Кавказ, Туреччина, Македонія.
В Україні росте на кам'янистих схилах, на яйлах — у Криму.